# Alberto Litta Modignani
Alberto Litta Modignani (Torino, 19 maggio 1902 – Isbuscenskij, 24 agosto 1942) è stato un militare italiano, insignito della medaglia d'oro al valor militare alla memoria nel corso della seconda guerra mondiale.

## Biografia
Nacque a Torino il 19 maggio 1902, all'interno di una nobile famiglia lombarda, figlio di Vittorio e di Anna Incisa della Rocchetta. Completati gli studi classici si arruolò volontario nel Regio Esercito in qualità di allievo ufficiale di complemento dell'arma di cavalleria nel 1921, conseguendo la nomina a sottotenente nel Reggimento Cavalleggeri di Vittorio Emanuele II nel settembre 1922. Nel 1923 fu trasferito, a domanda, nel Regio corpo truppe coloniali della Tripolitania dove prestò servizio dapprima nella specialità meharisti e successivamente negli spahis. Nell'ottobre del 1926 divenne sottotenente in servizio permanente effettivo per meriti di guerra. Promosso tenente, rientrò in Patria nel settembre 1927 venendo inviato presso la Scuola di applicazione d'arma, dove dimostrò quelle attitudini all'equitazione che poi gli consenti di conseguire ambite affermazioni sportive. Promosso capitano nel 1933 fu destinato al Reggimento "Piemonte Reale Cavalleria" e l'anno dopo ufficiale venne destinato come addetto al generale Mario Caracciolo di Feroleto comandante la 1ª Divisione celere "Eugenio di Savoia" e trasferito contemporaneamente al Reggimento "Savoia Cavalleria". Chiamato nuovamente come istruttore presso la Scuola di applicazione di Pinerolo nel 1937, fu promosso maggiore tre anni dopo. Alla fine dei luglio del 1941, dopo sue insistenti richieste, fu assegnato allo stato maggiore della 3ª Divisione celere "Principe Amedeo Duca d'Aosta" destinata ad operare in Unione Sovietica in forza al CSIR del generale di corpo d'armata Giovanni Messe. Dopo aver partecipato ai combattimenti svoltisi nelle giornate del Natale di quell'anno, ottenne il comando del II Gruppo squadroni del "Savoia Cavalleria". Al comando di essi  partecipò alla carica di Isbuscenskij, il 24 agosto 1942 dove perse la vita. Fu insignito della medaglia d'oro al valor militare alla memoria.

### Annotazioni
1. ↑  A pochi passi da lui cadde anche il suo aiutante, il tenente Emilio Ragazzi.

### Fonti
1. 1 2 3 4 5 6 7 8 9  Combattenti Liberazione.
2. 1 2 3  Gruppo Medaglie d'Oro al Valor Militare 1965, p. 72.
3. ↑   Medaglia d'oro al valor militare Litta Modigliani, Alberto, su quirinale.it, Quirinale. URL consultato l'11 luglio 2021.